# الشرج (الشحر)

تعديل مصدري - تعديل

الشرج هي إحدى مناطق مدينة المكلا عاصمة لمحافظة حضرموت، بلغ تعداد سكانها 98 نسمة حسب تعداد اليمن لعام 2004.